# Science and Rationalists' Association of India
La Science and Rationalists' Association of India (SRAI) è prevalentemente un'associazione razionalista con sede a Calcutta, India. È stata fondata il 1º marzo 1985 dal razionalista Prabir Ghosh. L'associazione ha come membri alcuni importanti filosofi come Khushwant Singh e Paul Kurtz e critica la fede cieca e le irrazionali superstizioni.

## Attività
La Science and Rationalists' Association of India si occupa di smascherare affermazioni pseudoscientifiche come l'astrologia.
L'SRAI si occupa non solo di indagini su argomenti pseudoscientifici, ma anche su affermazioni riguardanti il misticismo e la religione. Il gruppo criticò anche Madre Teresa. Secondo un leader, "Madre Teresa ha un'immagine pulita, e non vi è dubbio che lei abbia aiutato i poveri... Ma alla fine crediamo che Madre Teresa non sia affatto migliore di tante altre brave persone, perché aiuta a mettere un più gentilmente maschera sullo sfruttamento globale della nostra società." Dopo la morte di Madre Teresa, l'SRAI mise in dubbio un dei presunti miracoli di guarigione da cui dipendeva la beatificazione.

## Sfida ai miracoli ed all'astrologia
Il gruppo offre un premio di Rs 2.000.000 (circa € 33.600) a chiunque possa dimostrare di possedere un qualsiasi genere di potere soprannaturale o di fare accurate previsioni astrologiche in adeguate condizioni di osservazione. Molti famosi astrologi hanno accettato questa sfida e sono stati tutti sconfitti. Uno di questi eventi, in cui un guaritore tradizionale ha tentato - e fallito - per salvare un cane che era stato morso da un cobra velenoso, è stato girato per il documentario Gurubusters.